# Doug Collins (Politiker)

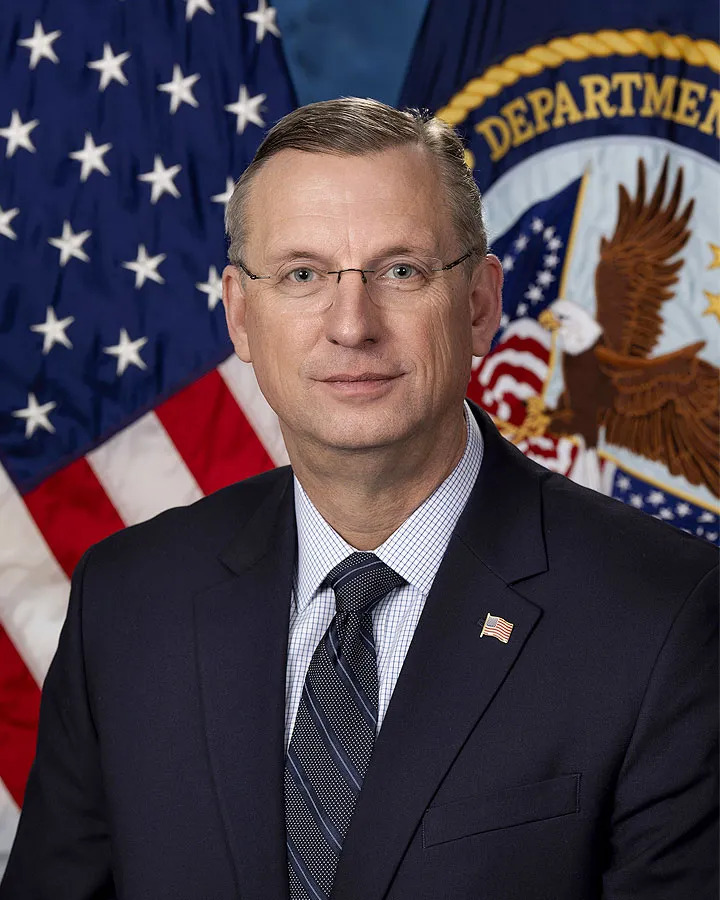
Doug Collins, 2025

Douglas Allen „Doug“ Collins (* 16. August 1966 in Gainesville, Georgia) ist ein US-amerikanischer Politiker der Republikanischen Partei. Er vertrat von 2013 bis 2021 den Bundesstaat Georgia im US-Repräsentantenhaus und war ab 2019 Oppositionsführer in dessen Justizausschuss, dem House Judiciary Committee. Seit dem 4. Februar 2025 ist er Kriegsveteranenminister der Vereinigten Staaten im Kabinett Trump II.

## Werdegang
Doug Collins besuchte bis 1988 das North Georgia College & State University in Dahlonega. In den späten 1980er Jahren diente Collins zwei Jahre lang in der United States Navy als Marinekaplan. Im Jahr 1996 absolvierte er das New Orleans Theological Seminary. Nach einem anschließenden Jurastudium an der John Marshall Law School in Atlanta und seiner 2008 erfolgten Zulassung als Rechtsanwalt begann er in diesem Beruf zu arbeiten. Er ist außerdem als Pastor und privater Geschäftsmann tätig. Nach den Anschlägen vom 11. September trat Collins der Reserve der United States Air Force bei, wo er zuletzt als Kaplan im Rang eines Oberst tätig war. Als Mitglied des 94th Airlift Wing auf der Dobbins Air Reserve Base in Marietta wurde Collins 2008 während des Irak-Kriegs fünf Monate lang auf dem Luftwaffenstützpunkt Balad eingesetzt. Politisch wurde er Mitglied der Republikanischen Partei. Zwischen 2007 und 2012 war er Abgeordneter im Repräsentantenhaus von Georgia.
Bei den Kongresswahlen des Jahres 2012 wurde Collins im neunten Wahlbezirk von Georgia gegen die Demokratin Jody Cooley in das US-Repräsentantenhaus in Washington, D.C. gewählt, wo er am 3. Januar 2013 die Nachfolge von Tom Graves antrat, der in den neugeschaffenen 14. Distrikt wechselte. Nachdem er im Jahr 2014 wiedergewählt worden war, konnte er am 3. Januar 2015 eine weitere Amtszeit im Kongress antreten. Da er im Jahr 2016 erneut in seinem Amt bestätigt wurde, gehörte er auch dem am 3. Januar 2017 zusammengetretenen 115. Kongress der Vereinigten Staaten an. Auch bei den Kongresswahlen 2018 wurde Collins wiedergewählt und war somit Mitglied des am 3. Januar 2019 zusammengetretenen 116. Kongress der Vereinigten Staaten.
Collins war ab 2019 Oppositionsführer (Ranking Member) im Justizausschuss des Repräsentantenhauses, dem sogenannten House Judiciary Committee. Im Januar 2020 wurde er Teil des Beraterteams des Weißen Hauses im Zusammenhang mit dem Amtsenthebungsverfahren gegen Donald Trump. Nachdem durch den Rücktritt von Johnny Isakson eine außerordentliche Senatswahl am 3. November 2020 angesetzt wurde, bewarb sich Collins um den Senatssitz, kam bei der Wahl jedoch mit 20 % hinter Raphael Warnock und Kelly Loeffler auf den dritten Platz und verpasste somit die Stichwahl. Bei den gleichzeitig stattfindenden Wahlen zum 117. Kongress der Vereinigten Staaten trat er nicht mehr an und schied damit am 3. Januar 2021 aus dem Repräsentantenhaus aus. Nachfolger wurde sein Parteifreund Andrew Clyde.
Am 14. November nominierte Donald Trump Doug Collins als Veteranenminister.

## Politische Positionen
Collins antwortete 2017 auf die Frage, ob der Mensch zur globalen Erwärmung beiträgt, mit „Nein“. Collins gilt als Klimawandelleugner.
Collins gab im März 2025 bekannt, die Zahl der Mitarbeiter in dem von ihn geleiteten Kriegsveteranenministerium der Vereinigten Staaten solle um 15 Prozent gesenkt werden – auf das Niveau von 2019. Etat und Personal waren teils noch in Trumps erster Amtszeit aufgestockt worden, um US-Veteranen besser zu versorgen.